# Генріх Брамесфельд
Генріх Брамесфельд (нім. Heinrich Bramesfeld; 24 червня 1899, Геммен — 14 січня 1992, Мюнхен) — німецький офіцер, капітан-цур-зее крігсмаріне. Кавалер Лицарського хреста Залізного хреста.

## Біографія
10 квітня 1917 року вступив у ВМФ. В 1918 році демобілізований. В 1921 році повернувся на службу і був направлений в 1-ї торпедну півфлотилію. В 1925/26 роках — вахтовий офіцер на різних кораблях, потім — у 1-й флотилії тральщиків. В 1928 році переведений в 1-й морський артилерійський дивізіон у Кілі, а в 1929 році призначений вахтовим офіцером на міноносець Т-152. З 1 листопада 1931 року — командир тральщика-шукача М-126, з 4 листопада 1932 року — М-98. Потім був переведений в 4-у півфлотилію міноносців, а потім обійняв посаду офіцера (з 14 березня 1937 року — 1-й офіцер) Адмірал-штабу в штабі командувача тральщиками.
В жовтні 1937 року переведений в ОКМ референтом. 6 серпня 1940 року призначений командиром 36-ї флотилії тральщиків та водночас керівником робіт з розмінування прибережних вод Нідерландів. З 17 лютого 1941 року — командир 1-ї, з 17 листопада 1941 по 21 січня 1943 року — 2-ї охоронної дивізії. Дивізія Брамесфельда контролювала морський простір від Шельди до Сен-Мало, штаб-квартира Брамесфельда  розміщувалася в Шато-де-Суверен-Мулін, поблизу Булоні. З 5 лютого 1943 року — начальник штабу інспекції загороджувального озброєння та водночас німецький начальник штабу італійського адмірала Трапані. З 18 травня 1943 року — начальник штабу військово-морського командування «Італія». 27 березня 1944 року переведений в розпорядження начальника Вищого військово-морського командування «Північ» (штаб-квартира — Гаага), а в травні 1944 року очолив загороджувальне командування. 23 травня 1945 року взятий в полон британськими військами. В березні 1946 року звільнений.

## Звання
- Боцман (1 грудня 1917)
- Фенріх-цур-зее (15 лютого 1918)
- Фенріх шаблі (7 жовтня 1918)
- Лейтенант-цур-зее (1 січня 1921)
- Оберлейтенант-цур-зее (1 лютого 1924)
- Капітан-лейтенант (1 лютого 1936)
- Корветтен-капітан (1 квітня 1936)
- Фрегаттен-капітан (1 лютого 1939)
- Капітан-цур-зее (1 вересня 1941)

## Нагороди
- Почесний хрест ветерана війни з мечами (грудень 1934)
- Медаль «За вислугу років у Вермахті»
  - 4-го і 3-го класу (12 років; 2 жовтня 1936) — отримав 2 нагороди одночасно.
  - 2-го класу (18 років)
- Залізний хрест
  - 2-го класу (28 жовтня 1940)
  - 1-го класу (20 квітня 1941)
- Нагрудний знак мінних тральщиків (20 квітня 1941)
- Німецький хрест в золоті (12 лютого 1942)
- Нагрудний знак «За поранення» в чорному (7 листопада 1942)
- Лицарський хрест Залізного хреста (21 січня 1943)